# Chromate de potassium
Le chromate de potassium est un sel de potassium de couleur jaune. Il a pour formule chimique K2CrO4. Le chrome y est au 6e état d'oxydation.
C'est un sel toxique et écotoxique, comme beaucoup de sels de chrome.

C'est un réactif, soluble dans l'eau. lorsqu'il se dissout dans l'eau, il forme des cations de potassium et des anions de chromate :
K2CrO4 → 2 K+ + CrO2−
4
Il est utilisé en argentométrie comme indicateur coloré de fin de réaction (méthode de Mohr).